# Nicolai Ceban
Nicolai Ceban (ur. 30 marca 1986 roku) – mołdawski zapaśnik walczący w stylu wolnym. Trzykrotny olimpijczyk. Jedenasty w Pekinie 2008, dwunasty w Londynie 2012 w wadze 96 kg i Rio de Janeiro 2016 w kategorii 97 kg.
Siódmy na mistrzostwach świata w 2017. Brązowy medalista mistrzostw Europy w 2011 i 2014. Ósmy na Igrzyskach europejskich w 2015 i siódmy w 2019. Wicemistrz akademickich MŚ w 2012 roku.